# سرنوشت شگفت‌انگیز املی پولن
سرنوشت شگفت‌انگیز املی پولن (به فرانسوی: Le Fabuleux Destin d'Amélie Poulain) که در سراسر دنیا به نام اَمِلی شناخته می‌شود، فیلمی در ژانر کمدی رمانتیک محصول سال ۲۰۰۱ به نویسندگی گیوم لورن و کارگردانی ژان پیر ژونه می‌باشد. کمپانی فرانسوی ویکتورس وظیفه ساخت و پخش این فیلم را برعهده داشته است. آملی با استقبال بسیار خوب منتقدان و تماشاگران در سراسر جهان همراه بوده است و به عنوان یکی از موفق‌ترین فیلم‌های تاریخ سینمای اروپا و یکی از تحسین شده‌ترین فیلم‌های غیر انگلیسی زبان شناخته می‌شود. این فیلم همچنین از نظر فروش نیز یکی از موفق‌ترین فیلم‌های فرانسوی در بازارهای آمریکا شناخته می‌شود. اَملی با بودجهٔ ۱۰ میلیون دلار ساخته شد اما به فروش رؤیایی ۱۷۳٫۹ میلیون دلاری رسید که با توجه به بودجه کم و هم چنین سال ساخت موفقیتی بسیار بزرگ محسوب می‌شود.
اَملی با استقبال بسیار خوب منتقدان همراه بود. در سایت راتن تومیتوز فیلم برپایه ۱۸۶ نقد امتیاز ۸۹٪ را دریافت کرد و در سایت متاکریتیک نیز با استناد بر ۳۱ رای موفق شد امتیاز ۶۹/۱۰۰ را کسب کند.

## خلاصه داستان

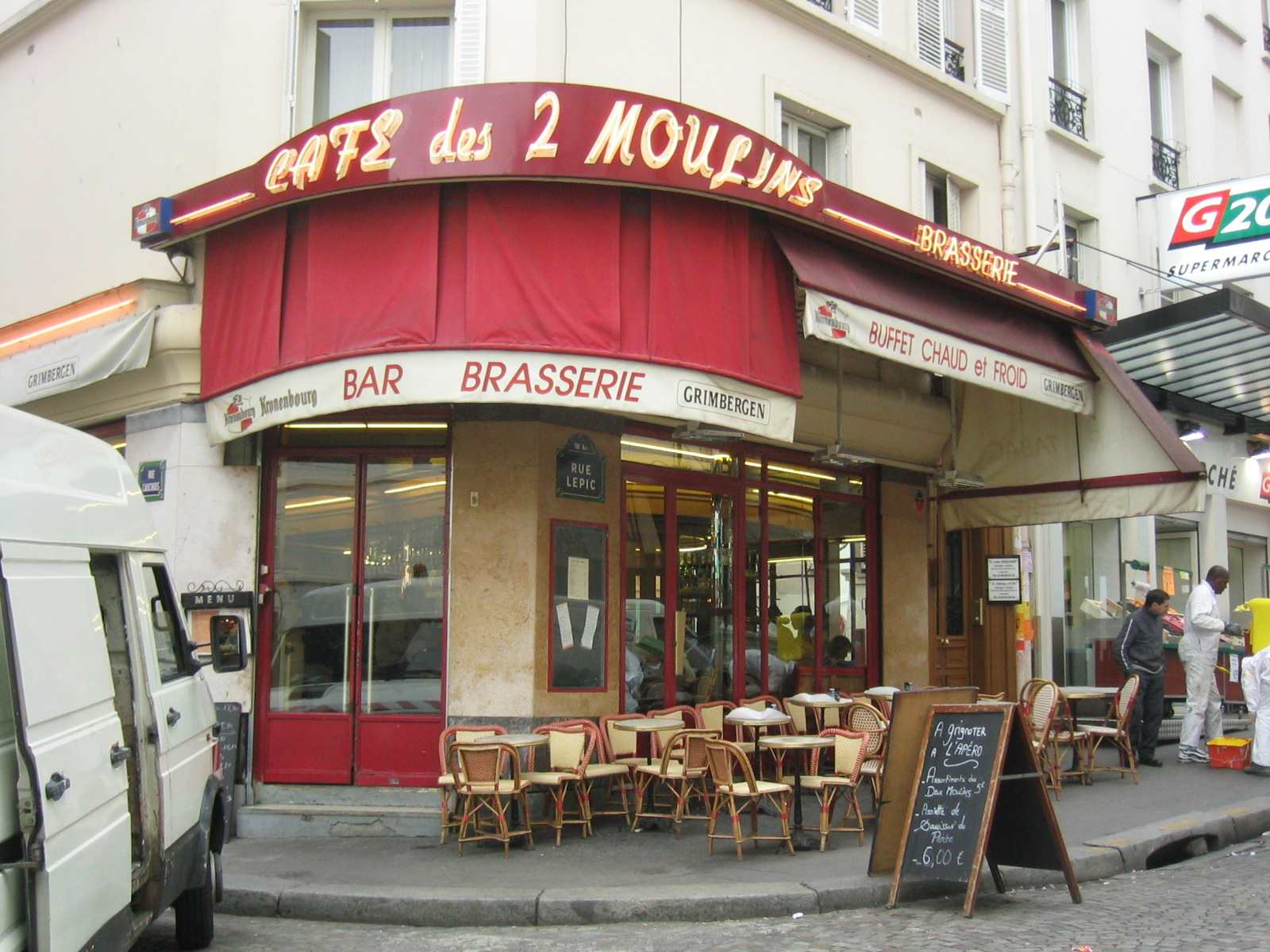
کافهٔ دو آسیاب (café des 2 Moulins) در پاریس، محل کار آملی در فیلم

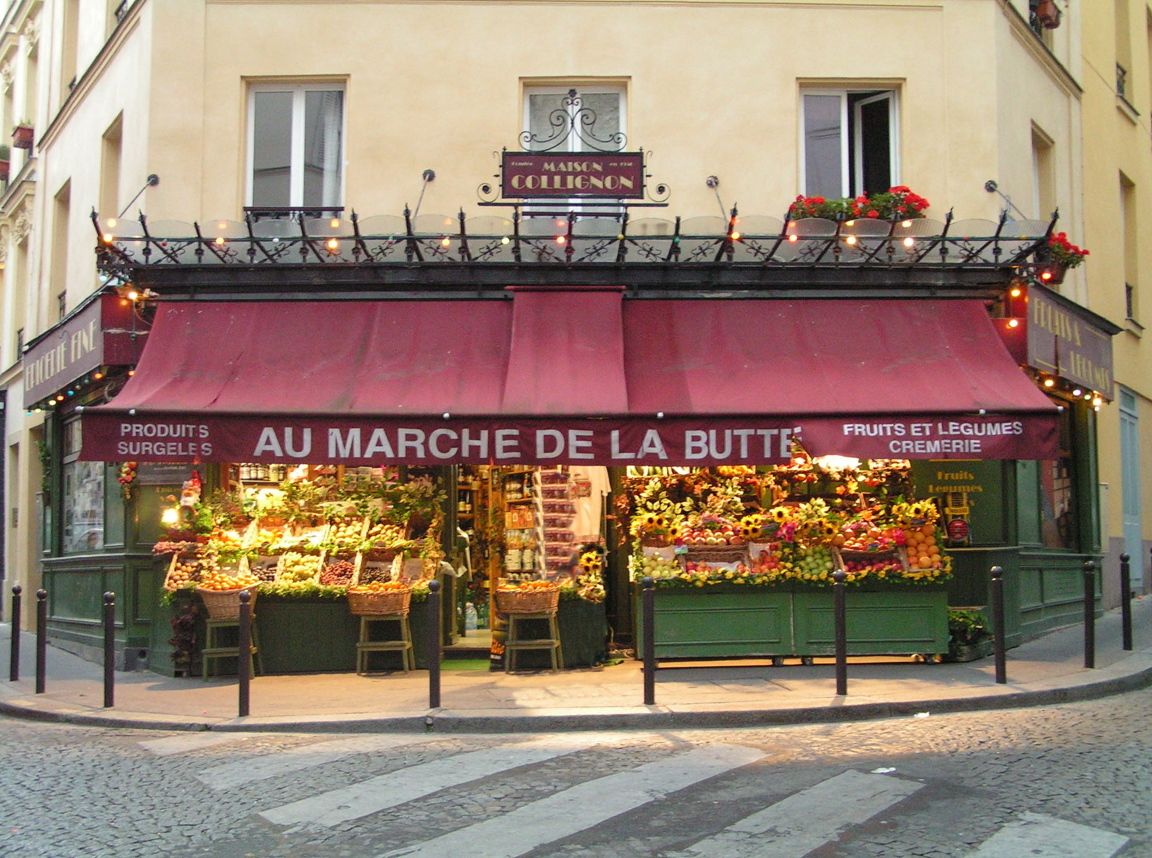
بقالی آقای کولینیون، در کوچهٔ سه برادر در پاریس

داستان زندگی املی در این فیلم از پیش از تولدش به نمایش گذاشته می‌شود، یعنی با نمایش پروسه لقاح و پس از آن تشکیل یک جنین تا تولد املی. پدر و مادر املی دچار روان‌نژندی (Neurosis) هستند و حتی او را در آغوش نمی‌گیرند. او برای همین تنهایی بزرگ می‌شود و خانه را ترک می‌کند و به پاریس می‌رود.
املی یک دختر جوان تنهاست. نه فقیر، نه ثروتمند، نه زشت و نه زیبا بلکه معمولی است. با یک خانهٔ معمولی و یک شغل معمولی یعنی کار در یک کافه. زندگی‌اش آرام و کسالت‌بار از کنارش می‌گذرد. با این حال او خوشحال و مسرور است. هر چه باید تجربه کرده، ولی لذتی نبرده است. املی همچنان طالب تنهایی است. او خود را با سوالات احمقانه سرگرم می‌کند. تا اینکه اتفاقی رخ می‌دهد که زندگی املی را دچار دگرگونی می‌کند: مرگ پرنسس دیانا.
این اتفاق به‌طور غیرمستقیم باعث می‌شود که املی جعبه‌ای را پیدا کند. وسایل و عکس درون جعبه نشان می‌دهد که جعبه متعلق به ۳۰ یا ۴۰ سال پیش است و املی تصمیم می‌گیرد با پیدا کردن صاحب جعبه او را خوشحال کند. او پاریس را زیر رو می‌کند تا اینکه سرانجام او را می‌یابد و به‌طور ناشناس جعبه را به صاحبش می‌رساند و با دیدن اشک‌های شوق نوجوانی که اکنون دیگر پیر شده لذت جدیدی را تجربه می‌کند «کمک به دیگران».
حال دیگر املی وقت خود را صرف خوشحال کردن دیگران می‌کند: از پدرش گرفته که بعد از دست دادن همسر خود دچار غم و اندوه شده تا همکار و همسایهٔ خود (البته به‌طور غیرمستقیم طوری که هیچ‌کدام متوجه نشوند). املی تنها کمک نمی‌کند، بلکه با شیطنت آدم‌های منفی فیلم را نیز اذیت می‌کند و خود را یک زورو می‌داند. نکتهٔ جالب فیلم این است که املی برای اکثر کارهای خود به دوربین نگاه می‌کند و از تماشاگر تأییدیه می‌خواهد.
در یکی از این روزها املی عاشق می‌شود. عشق به پسری که او هم شگفت‌انگیز نیست و معمولی است. در یک روز و در یک زمان و با فاصله ۹ کیلومتر یکی خواب داشتن یک خواهر و دیگری در آرزوی یک برادر بود تا تمام وقتشان را با هم بگذرانند. پسری که تکه‌های پارهٔ عکس را جمع می‌کند و آن‌ها را مانند پازل کنار یکدیگر می‌چیند و از این عکس‌ها آلبومی درست کرده است. این آلبوم در طی اتفاقی به دست املی می‌افتد. املی که می‌خواهد آلبوم را به او بازگرداند، بازی‌ای را ترتیب می‌دهد و آلبوم را به پسر می‌رساند و از پسر به وسیلهٔ چند عکس می‌پرسد که آیا می‌خواهد او را ملاقات کند؟ پسر که خیلی مایل است هویت این دختر برایش مشخص شود، وارد بازی می‌شود و در تمام ایستگاه‌های متروی شهر اعلامیه‌ای به دیوار می‌چسباند که رویش نوشته «کِی و کجا؟». املی که در می‌یابد کسی را که به دنبالش بوده یافته، باز هم بازی را ادامه می‌دهد تا جایی که بالاخره پسر را به دست می‌آورد.

## بازیگران
- اودره توتو (املی پولن)
- متیو کاسوویتس (نینو)
- روفوس (رافائل پولن، پدر املی)
- اوربن کنسلر (کولینون، بقال)
- میشل روبن (آقای کولینون، پدر بقال)
- جمال دبوز (لوسین، شاگرد بقال)
- کلوتیلد ماله (ژینا، از کارکنان کافه)
- کلر موریه (سوزان، صاحب کافه)
- تیکی اُلگادو (مردی که در عکس بود)

## روند تولید
تاریخ فیلم‌برداری از ۲ مارس تا ۷ ژوئیه ۲۰۰۰ در پاریس بوده است. اولین بازیگری که برای این نقش پیشنهاد شده بود، ونسا پارادی بود که برای کار بر روی آلبومش از بازی در این فیلم امتناع ورزید. در تفسیر فیلم (نسخهٔ اصلی دی‌وی‌دی)، ژان‌پیر ژونه شرح می‌دهد که قصد داشت در ابتدا از بازیگر بریتانیایی، امیلی واتسون برای نقش املی استفاده کند. در پیش‌نویس ابتدائی فیلم، پدر املی مردی انگلیسی بود که در لندن زندگی می‌کند. اما فرانسوی واتسون خوب نبود و هنگامی که او درگیر فیلم‌برداری فیلم پارک گوسفارد شد، ژونه تصمیم گرفت تا فیلم‌نامه‌ای برای یک بازیگر فرانسوی بنویسد. اودره توتو اولین بازیگری بود که او پذیرفت.

## موسیقی متن
موسیقی متن این فیلم که نامزد دریافت جایزه بفتا شد، حاصل کار هنرمند معروف یان تیرسن است که بعد از این اثر به شهرت رسید.

## جوایز
- برنده بفتای بهترین فیلم‌نامه اصلی
- برنده بفتای بهترین طراحی تولید برای آلین بونتو
- برنده بهترین فیلم و بهترین کارگردانی جوایز سزار
- برنده بهترین موسیقی جوایز سزار برای یان تیرسن
- نامزد اسکار بهترین فیلم خارجی زبان
- نامزد اسکار بهترین فیلم‌برداری برای برونو دل‌بونل
- نامزد اسکار بهترین صدابرداری برای ونسان آرنردی، گیوم لریش و ژان اومانسکی
- نامزد اسکار بهترین فیلم‌نامهٔ غیر اقتباسی برای گیوم لورن و ژان‌پیر ژونه
- نامزد اسکار بهترین کارگردان هنری برای آلین بونتو و ماری لوری والا